# 오르후스주
오르후스주(덴마크어: Århus Amt)는 덴마크의 주이다. 2007년 1월 중앙윌란 지역으로 흡수, 통합되었다.

## 행정 구역 (1970-2006)
- 에벨토프트 시 (Ebeltoft Kommune)
- 갈텐 시 (Galten Kommune)
- 기에른 시 (Gjern Kommune)
- 그레노 시 (Grenå Kommune)
- 하스텐 시 (Hadsten Kommune)
- 하멜 시 (Hammel Kommune)
- 히네루프 시 (Hinnerup Kommune)
- 회르닝 시 (Hørning Kommune)
- 랑고 시 (Langå Kommune)
- 마리아게르 시 (Mariager Kommune)
- 미트듀르스 시 (Midtdjurs Kommune)
- 뇌르할 시 (Nørhald Kommune)
- 뇌레듀르스 시 (Nørre Djurs Kommune)
- 오데르 시 (Odder Kommune)
- 푸르후스 시 (Purhus Kommune)
- 라네르스 시 (Randers Kommune)
- 로센홀름 시 (Rosenholm Kommune)
- 루그쇠 시 (Rougsø Kommune)
- 뤼 시 (Ry Kommune)
- 뢰네 시 (Rønde Kommune)
- 삼쇠 시 (Samsø Kommune)
- 실케보르 시 (Silkeborg Kommune)
- 스카네르보르 시 (Skanderborg Kommune)
- 쇠네르할 시 (Sønderhald Kommune)
- 템 시 (Them Kommune)
- 오르후스 시 (Åarhus Kommune)